# فریتسلار
شهر فریتزلاردر ایالت هسن در کشور آلمان واقع شده‌است.